# 杰克去划船
《杰克去划船》是一部2010年上映的美国电影，由菲臘·西摩·荷夫曼执导并主演，是他导演生涯的处女作。影片改编自2007年美国话剧界人士鲍勃·格洛迪尼写出的一部同名话剧，被话剧导演彼得·迪布瓦搬上舞台，菲利普·塞默·霍夫曼扮演了杰克一角。内容是表现一个纽约中产阶层蓝领人士对美好生活的追求与进取的过程。话剧在纽约上演六周并获得了积极评价，因此有了本片的诞生。
除了霍夫曼是原话剧中的演员外，约翰·奥提兹也是，女主角则选择艾米·瑞恩演Connie而非话剧中的贝丝·科尔，这是因为艾米·莱安与霍夫曼曾经在让霍夫曼称帝的2005年电影《柯波帝：冷血告白》中有过难忘的合作从而让他选择了她。

## 剧情简介
杰克想结束单身生活过上美满的夫妻生活。在他的挚友克莱德夫妇热心的介绍下，杰克认识了露西的同事康妮。在同康妮交往中激起了他对生活的热情：他不仅学习厨艺，找到了新的工作，还向克莱德学习游泳，以希望到时能给予康妮一个她想要的浪漫的划船旅行。而正当杰克和康妮开始进入热恋中时，克莱德和露西的婚姻却出现重大裂痕。于是，这让他们两人陷入了对未来结婚生活的犹豫和踌躇的思考中。

## 角色
- 菲臘·西摩·荷夫曼（Philip Seymour Hoffman）as Jack，豪华轿车驾驶员
- 艾米·莱安（Amy Ryan） as Connie，Lucy的同事
- 约翰·奥提兹（John Ortiz） as Clyde，Jack的同事兼好友
- 达芬妮·鲁宾-维佳（Daphne Rubin-Vega） as Lucy，Clyde的妻子
- Thomas McCarthy as Dr. Bob
- Richard Petrocelli as Uncle Frank

## 制作
2009年2月在纽约开拍。2009年10月开始后期制作，2010年3月全面完成。